# فرودگاه بین‌المللی سلطان سیاریف قسیم دوم
فرودگاه بین‌المللی سلطان سیاریف قسیم دوم (به انگلیسی: Sultan Syarif Qasim II International Airport) (به زبان بومی: Bandara Sultan Syarif Kasim II) یک فرودگاه همگانی، نظامی با کد یاتا PKU است که یک باند فرود آسفالت دارد و طول باند آن ۲۲۲۰ متر است. این فرودگاه در شهر پکانبارو کشور اندونزی قرار دارد و در ارتفاع ۳۱ متری از سطح دریا واقع شده‌است.